# Claire Bergeron
Œuvres principales
- Sous le manteau du silence
- Les amants maudits de Spirit Lake
- Le crime de sœur Marie-Hosanna

Claire Bergeron, infirmière québécoise originaire d'Authier-Nord en Abitibi-Témiscamingue, devient romancière après avoir pris sa retraite en 2008.

## Biographie
Claire Bergeron est née à Authier-Nord en Abitibi-Témiscamingue, le 27 mars 1946, dans une famille où les études étaient une priorité.
De 1964 à 1967, elle suit donc son cours d'infirmière à l'Hôpital Saint-François-d'Assise à Québec. Elle est diplômée en sciences infirmières de l’Université Laval de Québec.
Elle travaille au Sanatorium de Macamic de 1967 à 1977. Étant mère de deux enfants, elle s'implique beaucoup dans son village. Du conseil municipal à la tâche de marguiller, en passant par la direction de la Maison des aînés, elle est aussi maîtresse de poste (1977-1991) et propriétaire d’une entreprise de transport de bois de sciage à Authier en Abitibi-Témiscamingue (1984-1991).
En 1991, à la suite d'un déménagement dans la région de Montréal, elle revient à sa profession d’infirmière. De 1992 à 1999, elle travaille en chirurgie, successivement à l’Hôpital Jean-Talon et au Centre Hospitalier Saint-Eustache.
En 1994, elle entreprend un certificat en cardiologie à l'Université de Montréal, mais un accident d’automobile l’oblige à se réorienter. Elle travaille en administration de 2001 à 2008, à Montréal.
Retraitée en septembre 2008, elle entreprend la rédaction de son premier roman : Sous le manteau du silence, qui sera publié aux Éditions JCL, en 2011. Ce premier roman aura des échos en Europe, en Afrique du Nord et en Chine.
En 2012, elle sort son second roman aux Éditions JCL, La promesse d'Émile, un roman policier dont la trame se situe près d'Amos.
Par la suite, elle rejoindra les Éditions Druide, sa maison d’édition actuelle. En 2014, elle publie son troisième roman, Quand les femmes étaient des ombres. En 2015, son roman Une justice à la dérive, l’auteure se permet une critique sévère du système judiciaire.
En 2020, elle publie Mirages sur la Vallée-de-l’Or qui relate histoire d'une jeune autochtone suspectée de meurtre.
En 2021, elle publie son 10e roman : Les secrets d’une âme brisée, nous entraine au Témiscamingue au milieu des années 1880, à travers le destin d'une jeune femme devenue trop tôt héritière,.
L'autrice fait des voyages dans sa région natale, l'Abitibi-Témiscamingue, afin de rencontrer des personnes ou visiter des lieux pouvant alimenter ses propos.
En 2016, elle dirige la parution d'une œuvre collective, Aimer, encore et toujours, parue aux Éditions Druide, avec la participation de Jean-François Beauchemin, Sophie Bérubé, Georges Brossard, Normand de Bellefeuille, Micheline Duff, Ginette Durand-Brault, Danielle Goyette, Jacques Hébert, Martin Larocque, Lucie Pagé, Louise Portal, Francine Ruel et Cynthia Sardou.
En 2017, son cinquième roman : Les amants maudits de Spirit Lake, la mèneront en Ukraine, avec une traduction dans cette langue,. Il sortira ensuite  en France au début 2019, aux Éditions De Borée,.
En 2019, elle publie Le crime de sœur Marie-Hosanna raconte la vie d'une jeune fille dans le début du XXe siècle dans un Québec religieux et conservateur,,.

## Publications
Liste incluant les parutions dans les différentes maisons d'éditions selon les marchés dans le monde.
- 2011, Sous le manteau du silence, Éditions JCL.  (ISBN 978-2-89431-445-6). France Loisirs,  (ISBN 978-2-298-04821-6). Québec-Loisirs,  (ISBN 978-2-89666-088-9). Éditions De Borée,  (ISBN 978-2-8129-0843-9). Éditions Gabelire  (ISBN 978-2-37083-020-3). Éditions Guy-St-Jean, collection Focus,  (ISBN 978-2-89758-485-6). Éditions Mon Poche,  (ISBN 978-2-3791-3040-3).
- 2012, La promesse d’Émile, Éditions JCL,  (ISBN 978-2-89431-464-7). France-Loisirs et Québec-Loisirs :  (ISBN 978-2-298-05842-0)
- 2014, Quand les femmes étaient des ombres, Éditions Druide,  (ISBN 978-2-89711-105-2). Québec-Loisirs.
- 2015, Une justice à la dérive, Éditions Druide,  (ISBN 978-2-89711-183-0). Québec-Loisirs,  (ISBN 978-2-89666-377-4)
- 2016, Les amants maudits de Spirit Lake, Éditions Druide,  (ISBN 978-2-89711-262-2). Québec-Loisirs,  (ISBN 978-2-89666-433-7). De Borée,  (ISBN 978-2-8129-2506-1). À vue d’œil,  (ISBN 979-10-269-0379-6).
  - (uk) Скрипка Спіріт Лейку, par Anetta Antonenko, Le violon de Spirit Lake, Anetta Publishers, Ukraine  (ISBN 978-6-17765-459-8).
- 2017, Ciel de guerre sur nos amours, Éditions Druide,  (ISBN 978-2-89711-335-3)[19],[20], Québec Loisirs,  (ISBN 978-2-89666-482-5).
- 2016, Aimer, encore et toujours, œuvre collective paru en septembre 2016, Éditions Druide,  (ISBN 978-2-89711-304-9). Québec-Loisirs.
- 2018, Les enfants de Putainville, Éditions Druide,  (ISBN 978-2-89711-414-5). Québec-Loisirs,  (ISBN 978-2-89666-516-7)[21].
- 2019, Le crime de sœur Marie-Hosanna[22],[2],[23], Éditions Druide,  (ISBN 978-2-89711-463-3). Québec-Loisirs,  (ISBN 978-2-89666-536-5).
- 2020, Mirages sur la Vallée-de-l’Or, Éditions Druide,  (ISBN 978-2-89711-517-3). Québec-Loisirs,  (ISBN 978-2-89666-555-6).
- 2021, Les secrets d’une âme brisée, Éditions Druide,  (ISBN 978-2-89711-560-9). Québec-Loisirs,  (ISBN 978-2-89666-566-2)[24],[25].
- 2022, Dans l'ombre de la Sainte Mafia, Éditions Druide,  (ISBN 978-2-89711-609-5)[26],[27],[28],[29]. Québec Loisirs,  (ISBN 978-2-89666-581-5).
- 2023, Née sous une insondable étoile, Éditions Druide,  (ISBN 978-2-89711-649-1) . Québec Loisirs[30],[31].
- 2024, Impact : dans l'adversité naissent des opportunités, éditions Un monde différent, David Larose et Claire Bergeron.  (ISBN 978-2-92533-716-4)
- 2024, Sur les ruines de sa vie, Éditions Druide  (ISBN 978-2-89711-704-7)[32].
- 2025, Les Grâces du presbytère, Éditions Druide (ISBN 978-2-89711-748-1)[33],[34].